# Carta de los seis
La carta de los seis (en rumano, Scrisoarea celor şase) es una carta abierta firmada por seis altos cargos del Partido Comunista Rumano para criticar las políticas desarrolladas por Nicolae Ceauşescu, presidente de Rumanía. Los firmantes eran seis altos cargos del PCR: Gheorghe Apostol, Alexandru Bârlădeanu, Silviu Brucan, Corneliu Mănescu, Constantin Pîrvulescu y Grigore Răceanu. Luego de que fuese publicada el 11 de marzo de 1989 en la radio internacional de la BBC y en Radio Europa Libre, sus responsables fueron detenidos, interrogados y condenados a arresto domiciliario. 
El documento es una de las más importantes expresiones de oposición al régimen de Ceauşescu, pues los seis dirigentes habían ocupado cargos de responsabilidad en su gobierno, y fue un episodio previo a la revolución rumana de 1989 que terminó con la caída del régimen comunista.

## Contenido
La carta abierta consta de dos partes. En la primera se denuncia la «incompetencia para gobernar» de Nicolae Ceauşescu y se exponen los problemas que, a su juicio, habían provocado la crisis social y económica de la República Socialista de Rumanía.
- La virtual suspensión de la Constitución rumana y la violación de los acuerdos de Helsinki. Se denuncia la evacuación forzada de campesinos; el decreto que prohíbe a los rumanos cualquier contacto con extranjeros; la reconstrucción del Centro Cívico de Bucarest; el papel de la Securitate (policía secreta); la obligación de que los empleados trabajen los domingos, y la intervención de conversaciones privadas por teléfono y correo.

- Errores graves en la economía planificada. Para pagar la deuda externa, fruto de la industrialización acelerada en la década de 1970, Ceauşescu ordenó la exportación de gran parte de la producción agrícola e industrial del país. El resultado fue la escasez de comida, energía y medicamentos, que provocó que la vida diaria de muchos rumanos fuera una lucha por la supervivencia.

- Mala planificación en la política agrícola, con medidas en contra de los campesinos. Muchos pueblos fueron urbanizados pese a la oposición de sus habitantes, evacuados contra su voluntad. Además, se remarca que los nuevos complejos de viviendas no garantizaban servicios básicos a la población que iban a acoger. La evacuación forzada violaba el artículo 36 de la Constitución, que garantiza «el derecho a la propiedad personal».

- Emigración masiva de las minorías nacionales (alemanes, húngaros y judíos). En aquella época se desarrolló un plan de asimilación forzada para crear un estado unitario. Entre otras medidas, se aprobó la destrucción completa de varios pueblos húngaros en Transilvania para homogeneizar la población.

- El aislamiento de Rumanía y su desprestigio entre la comunidad internacional. Se cita la ausencia de relaciones con otros estados como una de las causas de la crisis. Advierten que la Comunidad Económica Europea plantea romper sus acuerdos con Rumanía y varios países ya han cerrado sus oficinas en Bucarest.

Tras exponer los problemas, se tiende una mano al gobierno para colaborar en la salida de la crisis y por ello le piden tres medidas: renunciar al «plan de sistematización de los pueblos» (evacuaciones forzosas), restaurar las garantías constitucionales y parar la exportación de alimentos. El hecho de que los seis firmantes citasen sus cargos en el Partido Comunista Rumano suponía que el documento no era una crítica al estado socialista, sino a las políticas desarrolladas por Ceaușescu.

## Firmantes

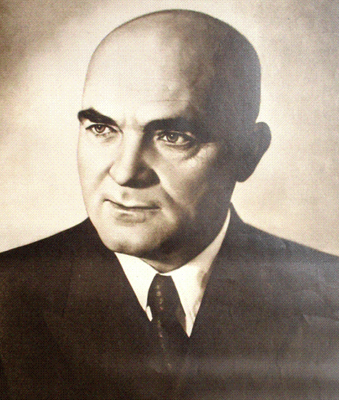
Constantin Pârvulescu, fundador del Partido Comunista Rumano, fue uno de los firmantes.

Los firmantes de la «carta de los seis» eran altos cargos del Partido Comunista Rumano (PCR). Muchos de ellos ocuparon puestos de responsabilidad durante el mandato de Gheorghe Gheorghiu-Dej, anterior secretario general, e incluso colaboraron en los gobiernos de Ceauşescu. No obstante, todos estaban retirados de la vida política y profesional. El más joven tenía 73 años.
- Gheorghe Apostol (1913-2010): Secretario general del PCR entre 1954 y 1955 y estrecho colaborador de Gheorghe Gheorghiu-Dej. Cuando este murió, mantuvo una lucha por el poder frente a Ceauşescu, a quien no consideraba sucesor. Aconsejado por los miembros más veteranos, en 1975 dejó la Asamblea Nacional y se convirtió en embajador en Argentina, Uruguay y Brasil. Regresó a Rumanía en 1988.[2]
- Constantin Pârvulescu (1895-1992): Miembro fundador del PCR, voluntario del Ejército Rojo y afiliado a los comunistas soviéticos desde 1919.[3] En el congreso del partido de 1979 se opuso a la reelección de Ceaușescu en la secretaría general, tras acusarle de anteponer los intereses personales a los del partido y el país. Un año después fue expulsado de la formación.
- Corneliu Mănescu (1916-2000): Ministro de Asuntos Exteriores entre 1961 y 1972, presidente de la Asamblea General de las Naciones Unidas de 1967 a 1968 y exembajador en Francia.
- Silviu Brucan (1916-2006): Periodista y diplomático. En 1944 fue nombrado redactor jefe del Scînteia, periódico oficial del PCR. Durante el mandato de Gheorghiu-Dej fue embajador en Estados Unidos y representante rumano para las Naciones Unidas. En 1987 se le condenó a arresto domiciliario por criticar la represión de la rebelión de Brașov, aunque al año siguiente fue liberado e incluso pudo viajar al extranjero.
- Alexandru Bârlădeanu (1911-1997): Político y exrepresentante en la Comisión Económica de las Naciones Unidas para Europa. En 1968 fue obligado a dimitir de todos sus cargos tras enfrentarse a Elena Ceaușescu.
- Grigore Răceanu (1906-1996): Diplomático y miembro veterano. Organizó junto a Gheorghiu-Dej y otros trabajadores la huelga general de 1933 que paralizó el país. Formaba parte del ala nacionalista del PCR.

## Repercusión
El texto fue difundido el 11 de marzo de 1989 por los servicios informativos de BBC Radio y por las cadenas internacionales Radio Europa Libre (de carácter anticomunista) y Voice of America. Se informó de su contenido incluso en el diario soviético Izvestia, aunque dentro del país se repartió clandestinamente. Debido al férreo control que mantenía el presidente Ceaușescu sobre todos los estamentos rumanos, esta carta fue analizada como una de las más importantes e influyentes acciones de oposición a su gobierno, y una brecha en la tradición de estricta obediencia de partido.
Se asume que su difusión no habría sido posible sin la colaboración de los servicios secretos occidentales y de la Unión Soviética. De hecho, Gheorghe Apostol había concedido una entrevista para BBC Radio antes de regresar a Rumanía.
Los firmantes de la carta fueron inmediatamente interrogados por la Securitate (policía secreta) y condenados por traición en el siguiente Comité Ejecutivo Político del partido, donde se les calificó de «elementos hostiles e inveterados» y «agentes de los servicios secretos extranjeros al servicio del imperialismo». A todos se les condenó a arresto domiciliario, se les privó de voz y se les presionó para que se retractasen de lo publicado.
El 22 de diciembre de 1989, un día después de la revuelta de Bucarest que forzó a Ceaușescu a abandonar la capital, los autores de la «carta de los seis» fueron liberados de su arresto domiciliario.